# Koryolink
Koryolink (en coréen : 고려링크) est une entreprise en joint-venture entre Orascom Telecom et Korea Post and Telecommunications Corporation (KPTC) qui, depuis 2008, est le principal fournisseur de téléphonie mobile 3G en Corée du Nord. Koryolink couvre Pyongyang et 5 autres villes, ainsi que les réseaux ferroviaire et autoroutier du pays. Orascom Telecom en détient 75 %, le reste appartenant à KPTC.